# 아시안 하이웨이 6호선
아시안 하이웨이 6호선(Asian Highway 6, )은 아시안 하이웨이의 노선 중 하나이다. 총연장 10,553km으로 대한민국 부산광역시을 출발하여 조선민주주의인민공화국, 시베리아, 중화인민공화국을 경유, 러시아 모스크바까지 이어지며, 러시아와 벨라루스 국경선에서는 유럽 고속도로와 연결되어 영국, 아일랜드까지 이어진다.
아시안 하이웨이의 간선 노선 중 하나로, 동아시아를 시작으로 중화인민공화국, 러시아 지역을 경유하여 벨라루스 국경까지 이어진다. 러시아와 벨라루스 국경선에서는 유럽 고속도로 30호선(E 30)과 연결되어 폴란드, 네덜란드, 영국, 아일랜드로 이어진다. 다만 벨라루스 국경 지역 부근부터는 해당 도로가 M1 고속도로와도 연결되어 있다.

### 

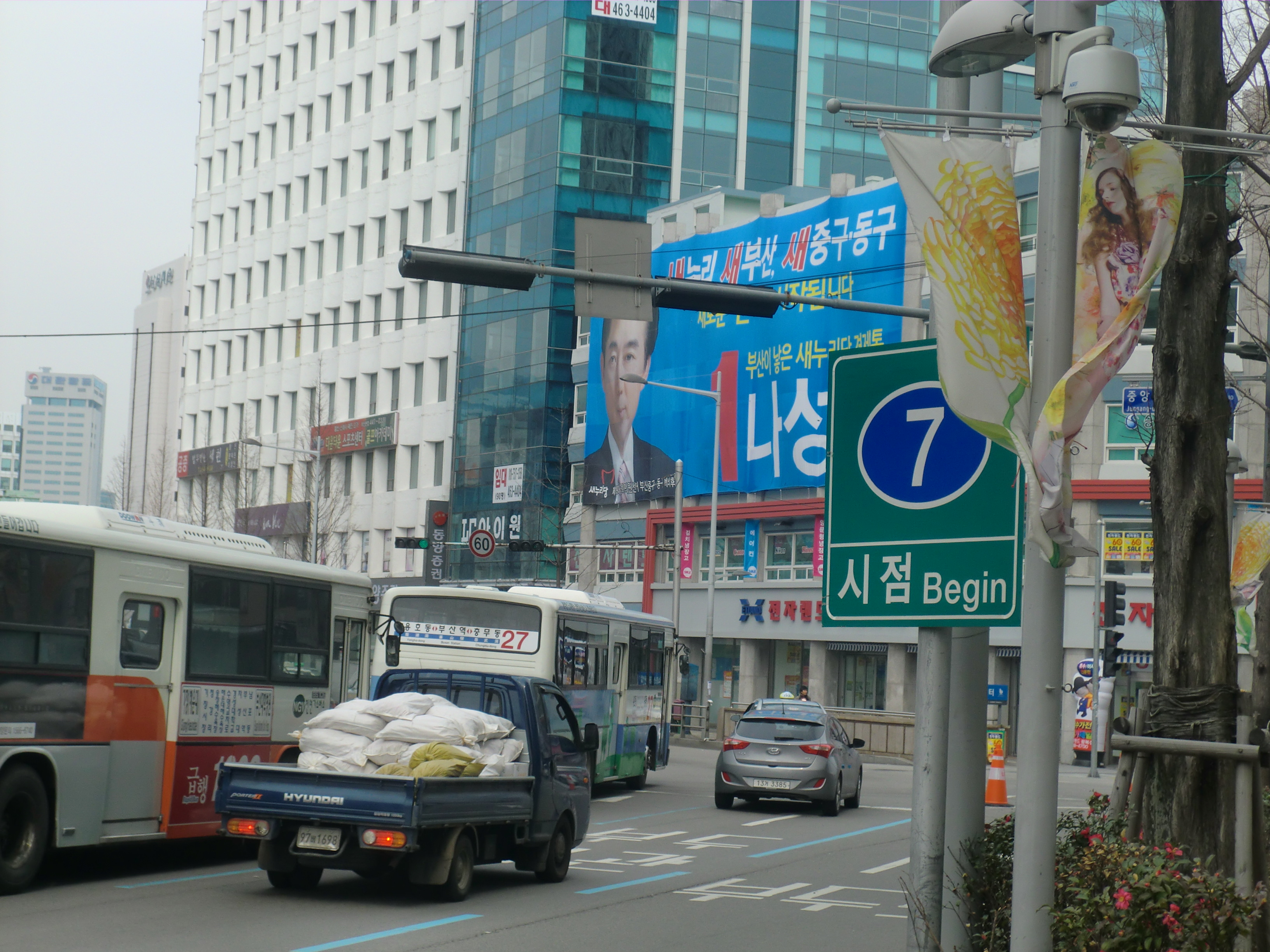
아시안 하이웨이 6호선의 실제 기점. 위치는 부산광역시 중구에 있다.

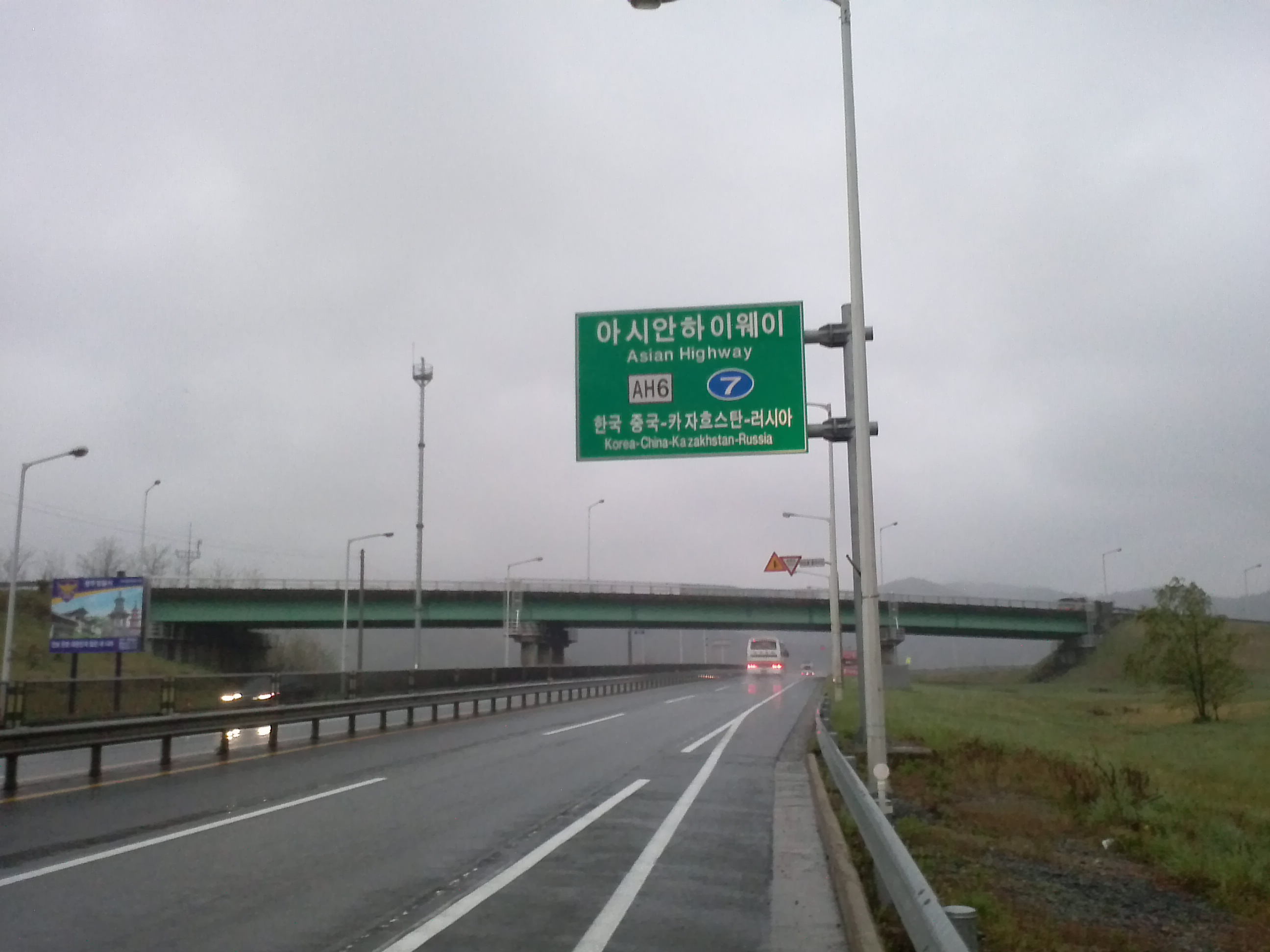
대한민국의 7번 국도에 설치된 아시아 고속도로 표지판

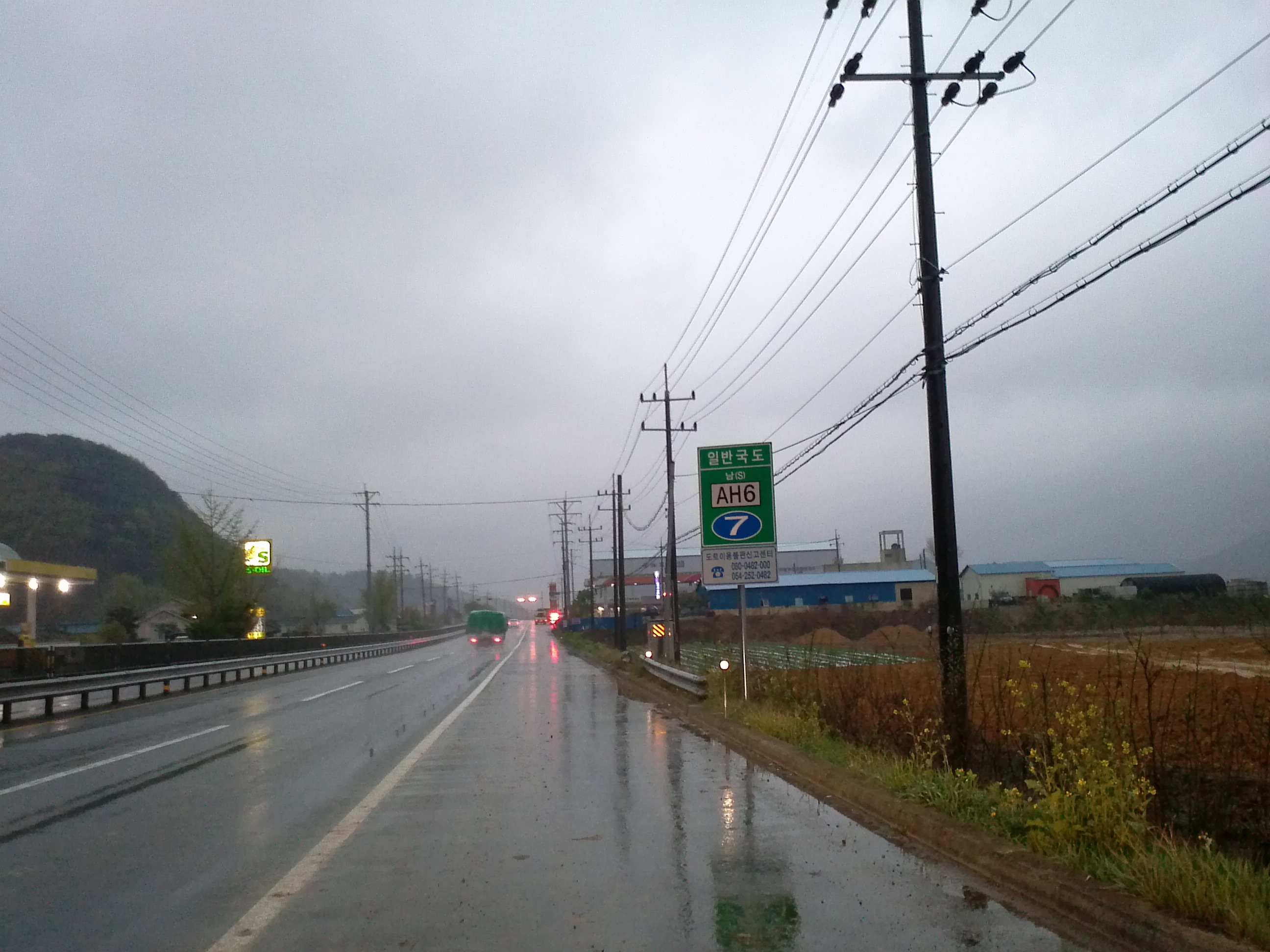
대한민국의 7번 국도에 설치된 도로명판

## 경유지
대한민국, 조선민주주의인민공화국, 러시아 블라디보스토크, 중화인민공화국, 러시아와 카자흐스탄을 일부 경유하며 러시아 모스크바를 지나 최종적으로 크라스닌스키군
까지 이어진다.

### 대한민국
대한민국()에서는 전 구간 국도 7호선을 이용한다. 국도 7호선의 기점인 부산광역시 중구 옛시청교차로에서 출발하며, 한반도 동해안 지역으로 연결된 국도 7호선을 따라 경상남도, 울산광역시, 경상북도, 강원특별자치도로 이어진다. 따라서 아시안 하이웨이 6호선의 대한민국 마지막 구간은 강원특별자치도 고성군 통일전망대까지이며, 이후 조선민주주의인민공화국으로 이어진다.
부산광역시 금정구 금정문화회관 앞에서는 아시안 하이웨이 1호선인 경부고속도로와 분리된다..
| 부산광역시 | 부산광역시 | 부산광역시 | 부산광역시 | 부산광역시 | 부산광역시 | 부산광역시 | 경상남도      | 울산광역시 | 울산광역시 | 울산광역시 | 울산광역시 | 경상북도 | 경상북도 | 경상북도 | 경상북도 | 강원특별자치도 | 강원특별자치도 | 강원특별자치도 | 강원특별자치도 | 강원특별자치도 | 강원특별자치도 |
| ---------- | ---------- | ---------- | ---------- | ---------- | ---------- | ---------- | ------------- | ---------- | ---------- | ---------- | ---------- | -------- | -------- | -------- | -------- | -------------- | -------------- | -------------- | -------------- | -------------- | -------------- |
| 중구       | 동구       | 부산진구   | 연제구     | 동래구     | 금정구     | 기장군     | 양산시 (웅상) | 울주군     | 남구       | 중구       | 북구       | 경주시   | 포항시   | 영덕군   | 울진군   | 삼척시         | 동해시         | 강릉시         | 양양군         | 속초시         | 고성군         |

### 조선민주주의인민공화국(사실상 남북 단절로 끊겨져 있는 상태)
- 원산금강산고속도로 : 금강군 - 원산시
  - 분기선 -  평양원산관광도로 : 원산시 - 황해북도 - 평양직할시 (향후 로 전환 가능성이 있음)
- 국도 제7호선 : 원산시 - 함흥시 - 신포시 - 단천시 - 김책시 - 청진시 - 라선특별시[3]

### 러시아
- 러시아 연방도로 A189호선(러시아어판) : 하산 - 라즈돌노예
- 러시아 연방도로 A370호선 : 라즈돌노예 - 우수리스크[4]
- 러시아 연방도로 A184호선(러시아어판) : 우수리스크 - 포그라니치니

### 중화인민공화국
- 국도 제301호선 : 헤이룽장성 쑤이펀허시 쑤이펀허 출입국 검문소 일대
- 쑤이만 고속공로 : 쑤이펀허시 쑤이펀허 나들목 - 하얼빈시 - 치치하얼시 간난현 - 내몽골 자치구 후룬베이얼시 하이라얼구 하이라얼둥 나들목
- 국도 제301호선 : 후룬베이시 하이라얼구 하이라얼둥 나들목 - 만저우리시 만저우리 출입국 검문소

### 러시아
- 러시아 연방도로 A350호선 : 자바이칼 변경주 자바이칼스키군(영어판) 자바이칼스크 - 치타
- 시베리아 횡단 도로 : 치타 - 첼랴빈스크주 첼랴빈스크
  -  러시아 연방도로 R258호선(영어판) : 치타 - 부랴트 공화국 울란우데 - 이르쿠츠크주 이르쿠츠크
  -  러시아 연방도로 R255호선 : 이르쿠츠크주 이르쿠츠크 - 크라스노야르스크 변경주 크라스노야르스크
  -  러시아 연방도로 R254호선(영어판) : 크라스노야르스크 - 옴스크주 옴스크 - 이실쿨스키군(영어판)

### 카자흐스탄
- M51 간선도로 : 북카자흐스탄주 마그잔주마바에프군(영어판) - 페트로파블 - 마믈류트군(영어판)

### 러시아
- 러시아 연방도로 R254호선(영어판) : 쿠르간주 페투홉스키군(영어판)
- 러시아 연방도로 M5호선(영어판) : 첼랴빈스크 (아시아와 유럽의 경계 지점) - 바시키르 공화국 우파 - 사마라주 사마라 - 모스크바주 모스크바
- 러시아 연방도로 M1호선(영어판) : 모스크바 - 모자이스크 - 스몰렌스크주 가가린 - 스몰렌스크 ( 벨라루스 국경으로 오면 M1 고속도로와도 접촉)

## 같이 보기
- 아시안 하이웨이
- 아시안 하이웨이 1호선
  - 대한민국의 아시안 하이웨이 1호선
- 부산광역시도 제61호선
- 국도 제7호선
- 동해고속도로
- 아시안 하이웨이 32호선
- 유럽 고속도로 30호선
- M1 고속도로 (벨라루스)